# Amherst Island, Ontario
Amherst Island är en ö i Kanada.   Den ligger i provinsen Ontario, i den sydöstra delen av landet, 160 km sydväst om huvudstaden Ottawa. Arean är 70 kvadratkilometer.